# Timothée Trimm
Timothée Trimm, nom de plume d’Antoine Joseph Napoléon Lespès, dit Léo Lespès, né à Bouchain (Nord) le 18 juin 1815 et mort à Paris le 22 avril 1875, est un chroniqueur, écrivain et journaliste français.
Il fut, en 1862, l'un des fondateurs du Petit Journal.

## Biographie
Avant de pratiquer le journalisme et de collaborer besogneusement à diverses feuilles éphémères, Léo Lespès a entamé une carrière militaire, comme son père, et travaillé un moment au côté de Vidocq comme détective privé.
Il est le fils de Barthélémy Lespès, chef de bataillon au 21e de ligne, qui fut mis à l'ordre du jour de l'armée le soir de la prise de Berg-op-Zoom, et de Frédérique Cappel.
Devenu rédacteur en chef et éditorialiste polyvalent d'un quotidien au succès immédiat, Le Petit Journal, auquel il fournissait des chroniques fantaisistes et des articles de vulgarisation, il prit le pseudonyme de Timothée Trimm et devint rapidement riche et populaire. Il se distingua par son train de vie élevé et ses excentricités, qui lui valurent un surcroît de prestige. Mais à partir de la guerre de 1870, il connut la précarité et la maladie.
Timothée Trimm n’était pas un écrivain original ni un penseur profond[réf. nécessaire], mais il avait un incontestable talent d’observation, il savait mêler agréablement la fantaisie et le sérieux, il avait le don de complaire à ses lecteurs en caressant leurs préjugés et leurs intérêts dans le sens du poil et, en abordant les sujets les plus divers, en utilisant intelligemment ses sources, il est parvenu à donner l’impression qu’il avait un savoir encyclopédique, ce qui lui a conféré pendant plusieurs années une aura incontestée.
Il participa avec Charles Bertrand et l'illustrateur Edouard Diolot (1815-1884), qui grava 250 vues, au Paris-Album historique et monumental divisé en vingt arrondissements (1859-1865).